# Semelhe
Semelhe é uma povoação portuguesa do Município de Braga que foi sede da extinta Freguesia de Semelhe, freguesia que tinha 3,02 km² de área e 783 habitantes (2011), e, por isso, uma densidade populacional de 259,3 hab/km². 
A Freguesia de Semelhe foi extinta em 2013, no âmbito de uma reforma administrativa nacional, tendo sido agregada às freguesias de Real e Dume, para formar uma nova freguesia denominada União das Freguesias de Real, Dume e Semelhe com a sede em Real.
Foi vigararia dos Eremitas de Santo Agostinho do Convento do Pópulo, que construíram na propriedade que aí possuíam um edifício conhecido como Castelo de Semelhe. A propriedade, actualmente conhecida como Quinta da Mata, foi adquirida em 1919 pelo brasileiro João Rego, que a murou.
O nome do povoado aparece em documentos até ao século XVI de diversas formas: Villa Samuella, Samuelle, Parada de Samuel, Samuele e Samuel-Real-o-Novo. No entanto, o mais certo foi ter evoluído da forma latinizada talvez de origem germânica Sameli, que aparece num documento de 1090.

## Personalidades
Nesta localidade nasceram:
- D. Martinho Geraldes, arcebispo de Braga de 1255 a 1271;
- Padre Martinho António Pereira da Silva (1812-1875), fundador do Santuário do Sameiro;
- Monsenhor Alberto da Rocha Martins (1917-1995), escritor e prior da Colegiada Barcelense.

O escritor José Leon Machado, no seu livro Quero Cortejar o Sol, relata os anos da juventude que passou nesta povoação quando aí viveu com a família entre 1980 e 1986.

## População
| População da freguesia de Semelhe (1864 – 2011) | População da freguesia de Semelhe (1864 – 2011) | População da freguesia de Semelhe (1864 – 2011) | População da freguesia de Semelhe (1864 – 2011) | População da freguesia de Semelhe (1864 – 2011) | População da freguesia de Semelhe (1864 – 2011) | População da freguesia de Semelhe (1864 – 2011) | População da freguesia de Semelhe (1864 – 2011) | População da freguesia de Semelhe (1864 – 2011) | População da freguesia de Semelhe (1864 – 2011) | População da freguesia de Semelhe (1864 – 2011) | População da freguesia de Semelhe (1864 – 2011) | População da freguesia de Semelhe (1864 – 2011) | População da freguesia de Semelhe (1864 – 2011) | População da freguesia de Semelhe (1864 – 2011) |
| ----------------------------------------------- | ----------------------------------------------- | ----------------------------------------------- | ----------------------------------------------- | ----------------------------------------------- | ----------------------------------------------- | ----------------------------------------------- | ----------------------------------------------- | ----------------------------------------------- | ----------------------------------------------- | ----------------------------------------------- | ----------------------------------------------- | ----------------------------------------------- | ----------------------------------------------- | ----------------------------------------------- |
| 1864                                            | 1878                                            | 1890                                            | 1900                                            | 1911                                            | 1920                                            | 1930                                            | 1940                                            | 1950                                            | 1960                                            | 1970                                            | 1981                                            | 1991                                            | 2001                                            | 2011                                            |
| 375                                             | 331                                             | 373                                             | 426                                             | 431                                             | 422                                             | 474                                             | 560                                             | 636                                             | 579                                             | 606                                             | 792                                             | 711                                             | 847                                             | 783                                             |

## Património
- Igreja paroquial
- Quinta da Mata
- Castelo de Semelhe
- Capela do Senhor do Lírio
- Capela de Santo António
- Capela de São Gonçalo
- Casa do Visconde de Semelhe
- Casa brasonada dos Azevedos

## Festas e Romarias
- Nossa Senhora da Purificação (1.º Domingo de Maio)
- São João Baptista (24 de Junho)
- Menino Jesus e presépio (de 17 de Dezembro a 6 de Janeiro)